# Ischasia cuneiformis
Ischasia cuneiformis là một loài bọ cánh cứng trong họ Cerambycidae.